# Katholieke Kerk in Cuba

Cuba

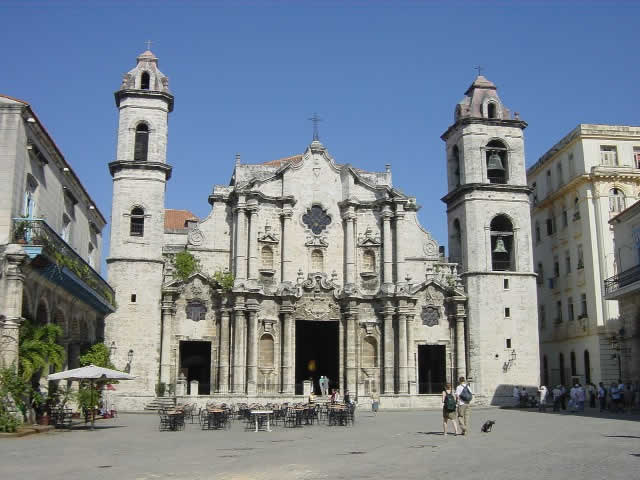
Kathedraal van Havana

De Katholieke Kerk in Cuba is een onderdeel van de wereldwijde Katholieke Kerk, onder het geestelijk leiderschap van de paus en de curie in Rome.
In 2005 waren ongeveer 6.306.000 (56%) inwoners van Cuba katholiek. Cuba bestaat uit 11 bisdommen die de Romeinse ritus volgen, waaronder 3 aartsbisdommen. De bisdommen zijn verspreid over 3 kerkprovincies. De bisschoppen zijn lid van de bisschoppenconferentie van Cuba. President van de bisschoppenconferentie is Juan García Rodríguez, aartsbisschop van Camagüey. Verder is men lid van de Consejo Episcopal Latinoamericano.
Apostolisch nuntius voor Cuba is aartsbisschop Antoine Camilleri.
Cuba heeft viermaal een bezoek gehad van een paus. Paus Johannes Paulus II bezocht het land in 1986, paus Benedictus XVI in 2012 en paus Franciscus in 2015 en 2016.

## Bisdommen
| - Aartsbisdom - Bisdom |

- Camagüey
  - Ciego de Ávila
  - Cienfuegos
  - Santa Clara

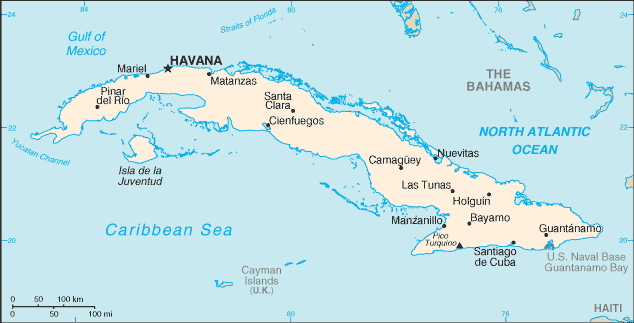
Kaart van Cuba.

- La Habana / San Cristóbal de la Habana
  - Matanzas
  - Pinar del Río
- Santiago / Santiago de Cuba
  - Bayamo y Manzanillo / Santísimo Salvador de Bayamo y Manzanillo
  - Guantánamo-Baracoa
  - Holguín

## Nuntius

### Apostolisch delegaat
- 1898 - 9 augustus 1905: aartsbisschop Placide Louis Chapelle
- 5 mei 1906 - 2 maart 1911: aartsbisschop Giuseppe Aversa
- 1913 - 1915: aartsbisschop Adolfo Alejandro Nouel y Boba-Dilla
- 9 december 1915 - mei 1921: aartsbisschop Tito Trocchi
- 22 juli 1921 - 1925: aartsbisschop Pietro Benedetti

### Apostolisch nuntius
- 15 september 1935 - 1 mei 1947: aartsbisschop George Joseph Caruana
- 14 mei 1947 - 9 januari 1950: aartsbisschop Antonio Taffi
- 18 december 1950 - 1954: aartsbisschop Giuseppe Burzio
- 29 november 1954 - 1962: aartsbisschop Luigi Centoz
- 24 mei 1974 - 1 juni 1975: aartsbisschop Cesare Zacchi

### Apostolisch pronuntius
- 25 juni 1975 - 15 december 1978: aartsbisschop Mario Tagliaferri
- 20 januari 1979 - 31 juli 1980: aartsbisschop Giuseppe Laigueglia
- 5 augustus 1980 - 23 september 1988: aartsbisschop Giulio Einaudi
- 29 oktober 1988 - 7 oktober 1992: aartsbisschop Faustino Sainz Muñoz

### Apostolisch nuntius
- 15 december 1992 - 11 februari 1999: aartsbisschop Beniamino Stella
- 6 maart 1999 - 4 oktober 2003: aartsbisschop Luis Robles Díaz
- 30 maart 2004 - 14 maart 2009: aartsbisschop Luigi Bonazzi
- 23 juli 2009 - 10 mei 2011: aartsbisschop Giovanni Angelo Becciu
- 6 augustus 2011 - 5 februari 2015: aartsbisschop Bruno Musarò
- 17 maart 2015 - 22 juli 2019: aartsbisschop Giorgio Lingua
- 11 oktober 2019 - 23 februari 2024: aartsbisschop Giampiero Gloder
- 20 mei 2024 - heden: aartsbisschop Antoine Camilleri

## Pauselijk bezoek
Cuba heeft viermaal een bezoek gehad van een paus. 
- 26 maart 2012 - 28 maart 2012: pastoraal bezoek van paus Benedictus XVI aan Cuba.
- 11 januari 1998 - 26 januari 1998: pastoraal bezoek van paus Johannes Paulus II aan Cuba.
- 19 september 2015 - 22 september 2015: pastoraal bezoek van paus Franciscus aan Cuba
- 12 februari 2016: Ontmoeting paus Franciscus met  patriarch Kirill van Moskou

## Kardinalen
Cuba heeft geen levende kardinaal.

### Overleden kardinalen van Cuba
- Donato Sbarretti (1916)
- Manuel Arteaga y Betancourt (1946)
- Jaime Lucas Ortega y Alamino (1994)

### Andere kardinalen gerelateerd aan Cuba
- Gaspar de Molina y Oviedo (1737)
- Cirilo de Alameda y Brea (1858)
- José María Martín de Herrera y de la Iglesia (1897)
- José María Justo Cos y Macho (1911)